# Arachosia puta
Arachosia puta är en spindelart som beskrevs av O. Pickard-Cambridge 1892. Arachosia puta ingår i släktet Arachosia och familjen spökspindlar.
Artens utbredningsområde är Panama. Inga underarter finns listade i Catalogue of Life.